# Yushan, Ma'anshan
Yushan är ett stadsdistrikt och säte för stadsfullmäktige i Ma'anshan i provinsen Anhui i östra Kina.
Yushan är indelat i fyra stadsdelsdistrikt,  två köpingar, en socken och en administrativ enhet på sockennivå.
Stadsdelsdistrikt (jiedao):

- Anmin (安民街道)
- Caishi (采石街道)
- Pinghu (平湖街道)
- Yushan (雨山街道)

Köpingar (zhen):

- Xiangshan (向山镇)
- Yintang (银塘镇)

Socknar (xiang):

- Jiashan (佳山乡)

Område på sockennivå:
- Ma'anshan Jingji Jishu Kaifaqu ekonomisk utvecklingszon (马鞍山经济技术开发区)